# World War II Online
『World War II Online（ワールド・ウォー・ツー・オンライン、略称WW2OL）』は、米国のCornered Rat Software（略称CRS）が開発・運営している有料MMO（Massively Multiplayer Online）タイプのコンバットシミュレーションゲームである。プラットフォームは、Windows PC及びMac OS Xである。

## 概要
第二次大戦のヨーロッパで、軍事作戦を人一人単位で再現しようとするゲーム。人を操ればFPSのようになり、周りの戦車や航空機も全て人が操作している。全てのユニットを同スケールで再現しているため、歩兵が単独で戦場を移動するのではなく、他のプレイヤーが操作する車輛や輸送機に同乗させてもらう、などのようになっている。

## 歴史
WarBirdsの製作に関わっていたKillerが立ち上げた。